# Nicholas Agar
Nicholas Agar (1965) es un profesor de ética y profesor asociado a la Universidad Victoria de Wellington. Agar tiene un bachillerato de la Universidad de Auckland, un magíster de la Universidad Victoria de Wellington, y un doctorado de la Universidad Nacional Australiana. Ha estado enseñando en Victoria desde 1996. Los intereses de su principal investigación son en las éticas de la nueva genética. También ha publicado sobre el individuo, ética medioambiental, y la filosofía de la mente.
Éticamente, Agar se describe como ocupando una posición entre bioconservadores como Leon Kass y el transhumanismo. Los trans-humanistas argumentan que la biotecnología se debe utilizar para superar nuestras limitaciones humanas, para que todos podamos ser "mejores que buenos". Agar apoyó la libertad reproductiva - el derecho de los futuros padres para perseguir tecnologías de mejora para sus futuros hijos pero sin forzarlos a abrazarlo Sin embargo, en su trabajo El Fin de la Humanidad declara que "la mejora radical" tendría que ser rechazado. El fin de la humanidad estuvo en la  Revista de Elección Título Académico Excepcional 2011.
Agar es miembro de la autoridad de Administración de Riesgo Medioambiental del Gobierno de Nueva Zelanda en el consejo de consulta ética. Fue nombrado en abril de 2008.

## Publicaciones selectas

### Libros
- El fin de la humanidad: Por qué tendríamos que rechazar la mejora radical (MIT Press, Cambridge, MA:, 2010)
- Eugenesia liberal: En Defensa de la mejoría humana (Oxford: Blackwell, 2004)
- Copia perfecta (Cambridge: Icono, 2002)
- El valor Intrínseco de la vida (Nueva York: Columbia Prensa Universitaria, 2001)

### Artículos
- Que es lo que hacen realmente la ranas? Revista australiana de Filosofía (1993) 71 (1):1-12.
- Naturalismo filosófico. Mente y Lengua (1995) 10 (1-2):194-197.
- Diseñando Criaturas: formas moralmente Permisibles para Modificar el Genoma Humano Bioética (1995) 9 (1):1–15.
- Teleogia y Biología de Genes y Filosofía (1996) 11 (3)
- Biocentrismo y el Concepto de Vida ética (1997) 108 (1):147-168
- Funcionalismo e Identidad Personal Nous 37(2003): 52-70
- Clonando y Identidad Revista de Medicina y Filosofía 28 (2003): 9-26.
- Raíz y Potencial embrionarios Células Bioethics, Vol. 21, Núm. 4, pp. 198@–207, mayo de 2007
- Pensamientos sobre el futuro de nuestra especie: temas del fin de la Humanidad: Por qué tendríamos que rechazar la mejoría radical. Revista de Evolución y Tecnología, Vol 21 Asunto 2, noviembre de 2010, pp 23–31